# Fujiwara no Genshi
Fujiwara no Genshi, född 1016, död 1039, var en kejsarinna, gift med kejsar Go-Suzaku. 
Hon var biologisk dotter till prins Atsuyasu, och adoptivdotter till Fujiwara no Yorimichi. Hon blev hovdam åt kejsaren, som utsåg henne till sin andra kejsarinna 1037. Hon blev kejsarens favoritkejsarinna och kejsaren stängde ute den andra ur sitt personliga palats för hennes skull. Efter sin senaste förlossning avled hon då hon badade under ett åskväder. 